# Jacques Weil (militaire)
 (février 2025).
Pour les articles homonymes, voir Weil.
Jacques Weil, né le 31 juillet 1911 à Vesoul et décédé à Bernay le 11 avril 2003, est un colonel de l’armée française qui rejoint la  résistance dès 1941 et la France Libre dès 1942. Il suit le Général Leclerc pendant toute la Bataille de France, puis la campagne d’Allemagne et enfin l’Indochine. En tant qu’officier de Liaison, il influence la décision d’envoyer la 2e DB participer à la libération de Paris le 25 août 1944.

## Biographie

### Premières années
Jacques Weil est né le 31 juillet 1911 à Vesoul, en Haute-Saône de l'union de René Weil et Marguerite Ignace, dont les familles juives sont implantées depuis longtemps dans le département. Ses parents ont perdu un premier bébé prénommé Jacques en 1910. Ils reprennent ce prénom pour leur deuxième enfant. Jacques est l'ainé de deux frères, Roland Mirthil et Lionel, ce dernier meurt à l'âge de 31 ans en 1949. Son frère Roland (1913 - 2010), deviendra sous-préfet puis industriel,.  
Jacques est un élève doué, il quitte la Haute-Saône pour devenir pensionnaire boursier au Lycée Louis-le-Grand à Paris pour y réussir les deux baccalauréats en lettres et en sciences et pour préparer l'Ecole Polytechnique : il ne rentrera chez lui que pour les grandes vacances. Son père est agent d'affaires et maire de Vesoul entre 1934 et 1940, obligé de démissionner, il sera protégé par la population locale et redeviendra brièvement maire en 1945.
Jacques parle couramment le français, l'allemand, l'anglais (appris pendant la guerre) et a des notions d'arabe.

### Carrière militaire
Après son entrée à l'Ecole Polytechnique, promotion X 1930, Jacques Weil choisit l'armée comme corps de sortie, intégrant l'artillerie. Il effectue ses classes militaires à Fontainebleau, où il est connu pour lire à cheval. C’est un cavalier émérite et sa passion des chevaux restera vivace toute sa vie. Sa carrière militaire prometteuse est interrompue en avril 1941 lorsqu'il est évincé de l'armée en raison de ses origines juives, par les lois racistes de Vichy.

#### Seconde Guerre mondiale
Au début de la Seconde Guerre mondiale, Jacques Weil est capitaine et affecté au groupe d'aviation GR I/35 dans le Nord de la France, spécialisé dans des missions de reconnaissance et d'observation. À la défaite en mai 1940, son groupe est à Perpignan et il reçoit l'ordre de gagner Alger, où il restera deux mois. Il demande à son état-major de retourner dans son arme d'origine, l'artillerie, au Maroc, avec déjà l’idée de rejoindre l’Angleterre. En août/septembre 1940, il est stationné au Maroc avec le 64ème régiment d'Artillerie à Meknès. Il est affecté au commandement d'une batterie de défense côtière à Fès.
Ulcéré par le message du Maréchal Pétain qu'il entend à la radio, il veut continuer la guerre en tant qu'officier de l'Armée. Il n'a jamais entendu l'appel du 18 juin, mais il connaît le général De Gaulle, ayant été en garnison avec lui à Metz, où il était curateur de la bibliothèque de la garnison et a fait acheter les ouvrages de De Gaulle, dont il connait le contenu et les théories exposées.
C'est au Maroc qu'il est frappé par les lois raciales de Vichy qui l'excluent de l'Armée Française. Il retourne à la vie civile et commence déjà à renseigner le consulat américain sur les mouvements de bateaux : ce sera son premier acte de résistance de 1941. Ce réseau de résistance comprenait le Directeur Général de la Shell au Maroc, Oneil, qui en était le chef, et André Pélabon. Presque tous les membres du réseau seront arrêtés par la police française. Jacques sera arrêté mais pas inquiété.
Il entre dans la clandestinité et rejoint la France libre via Gibraltar en Espagne caché dans la soute d'un minéralier portugais, dans une cargaison de phosphate, grâce au consul de Grèce à Casablanca. Il est accompagné de 5 ou 6 autres Français. Ils sont accueillis par la mission française de la France Libre à Gibraltar, qui organise son départ pour Londres en avion (Dakota) avec 14 autres personnes. Il arrive à Londres le 31 août 1941, où il rencontre De Gaulle qui l'interroge sur les ambitions politiques de Giraud, auprès duquel Jacques avait été brièvement affecté à son état-major avant la guerre.
Il est ensuite affecté au commandement du 4ème bureau de l'état-major chargé de la logistique.
Après Londres, il rejoint Alger où il rencontre le Général Leclerc pour la première fois. Il est affecté au commandement d'un centre de formation de matériel militaire, puis il intègre la 2e DB de Leclerc avec laquelle il participe aux principales batailles de chars en Afrique du Nord contre l'armée de Rommel. Il devient l'officier de liaison privilégié de Leclerc. Sa connaissance de l'anglais et de l'allemand est essentielle dans son rôle d'officier de liaison. Il rencontrera le Général Eisenhower avant le débarquement lorsque la 2e DB est relocalisée en Angleterre. Il rejoint donc Londres avec la 2e DB, participant à toutes les batailles de libération de la France, dont il foule à nouveau le sol le 31 juillet 1944 à Utah Beach.
C'est lors d'une rencontre avec le Général Bradley le 18 aout 1944, que Jacques Weil soumet l'idée que la 2e DB pourrait libérer Paris. La stratégie américaine étant de ne pas se battre dans Paris mais de l'encercler pour éviter les combats de rue et la destruction des monuments parisiens. Cette idée est reprise par le Général Leclerc et soumise au Général Eisenhower.

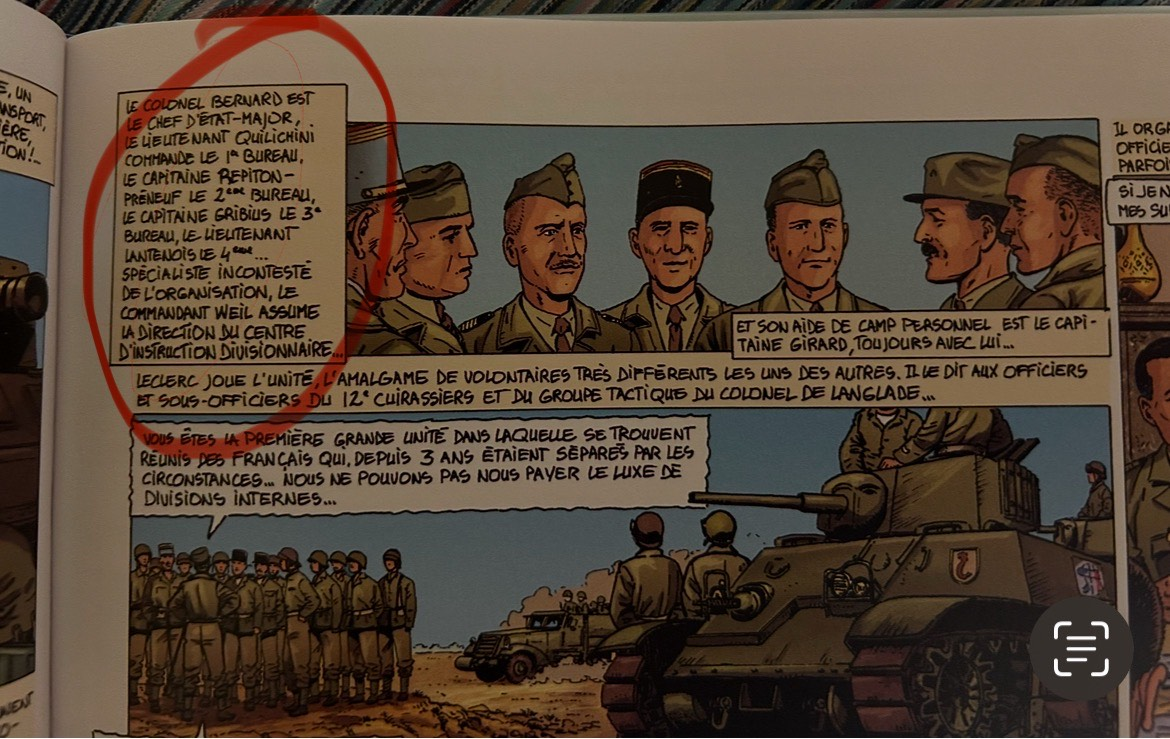
Jacques Weil comme Directeur du Centre d'Instruction

Cet épisode est repris en bande dessinée par l'historien Patrick de Gmeline.
Après les premiers combats à Alençon, la 2e DB est la première troupe à libérer Paris. Jacques Weil est l'un des premiers à pénétrer dans la ville avec l'accord de Leclerc,, contre les ordres de l'état-major interallié, sur la demande expresse de De Gaulle. Jacques Weil fait personnellement la liaison avec Jacques Chaban-Delmas à l'entrée de Paris, à la préfecture de Police de Paris le 25 août 1944. Il l'amènera dans la même journée rencontrer Leclerc. En tant qu'officier parlant couramment l'allemand, il reçoit personnellement la reddition et la garde de l'Amiral Dietrich von Choltitz, gouverneur militaire de Paris, qui lui conseillera de marcher sur Moscou,.

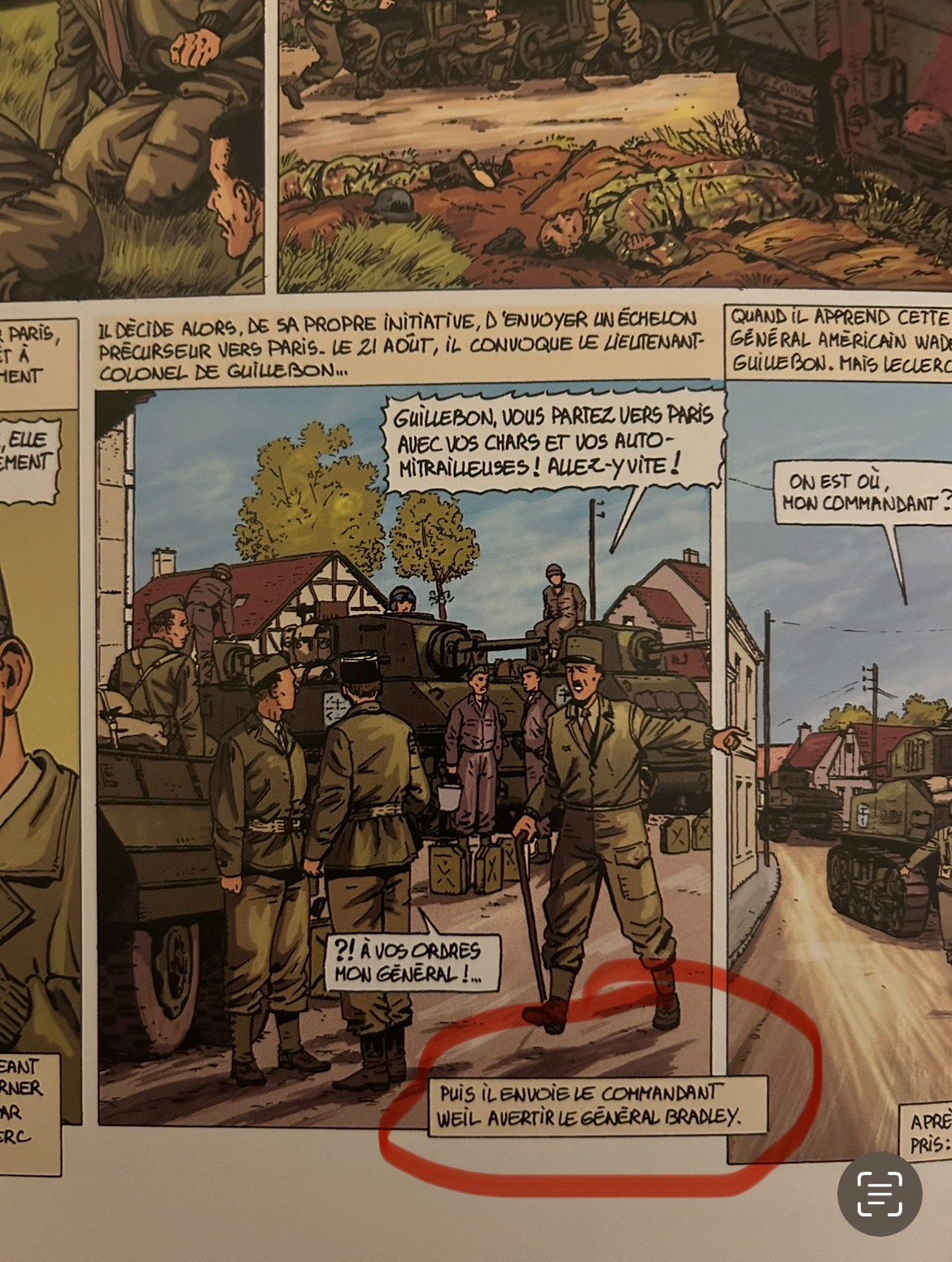
Jacques Weil et le Maréchal Leclerc

On le découvre en photo auprès du Général Leclerc le 23 août 1944 à Rambouillet,.
Après la libération de Paris, Jacques Weil prend le commandement du 40e Régiment d'Artillerie d'Afrique du Nord (RANA) de la 2e DB. Il participe à la Libération de Strasbourg, où il est blessé par un éclat d'obus au pont de Kehl, et après quelques jours à l'hôpital de Strasbourg soigné par des médecins civils allemands, il reprend son poste et participe à la bataille d'Allemagne,, où il participe à la libération du camp de Buchenwald.
Il est connu pour insister sur le moral des troupes et l'hygiène corporelle, transportant une baignoire pour son bain quotidien. Il capture personnellement un soldat allemand en utilisant sa canne pour lui faire croire qu'il s'agissait d'un fusil.
Le point culminant de sa carrière est lorsqu'il est l'un des premiers soldats français à investir le nid d'aigle de Berchtesgaden en Allemagne. Il emporte, avec l'accord de Leclerc, un coffret en vermeil et un album de photos personnelles d'Hitler, qu'il donne plus tard au Musée de la Libération de Paris,.

### Après-guerre

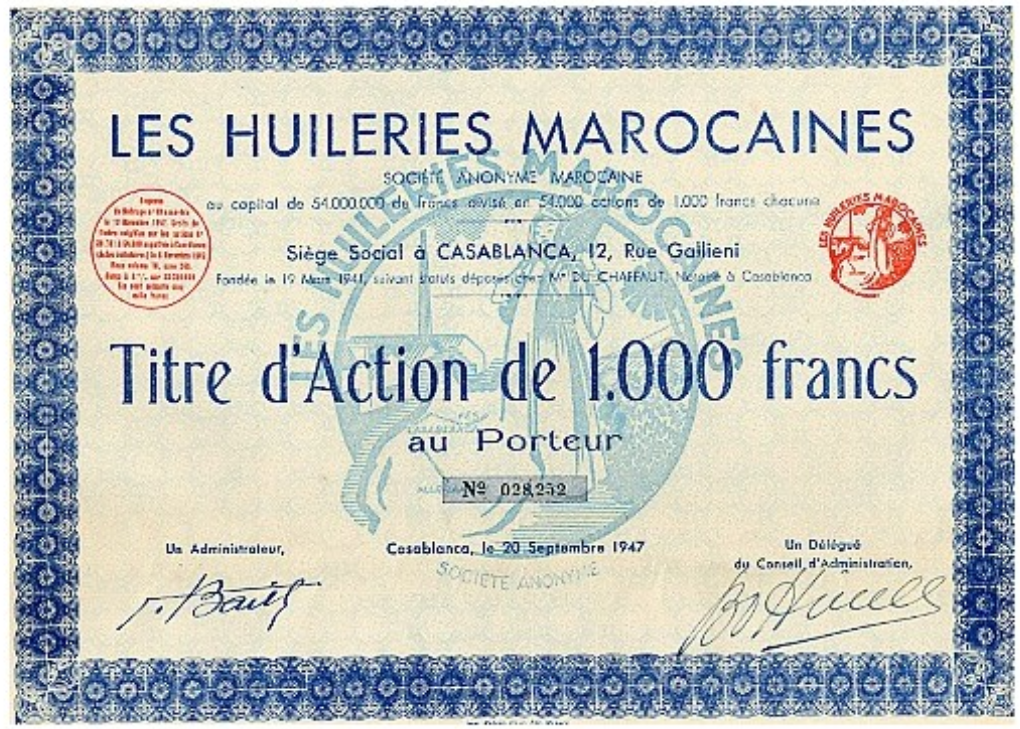
Bon au porteur : les Huileries Marocaines

Après la libération, Jacques Weil est officiellement réintégré dans l'Armée Française et suit Leclerc en Indochine, où il présente son analyse à Leclerc sur la situation, prônant la décolonisation. À la suite de la mort de Leclerc le 28 novembre 1947, il démissionne de l'armée avec le grade de Colonel et rejoint le secteur privé, s'installant au Maroc comme directeur des Huileries Marocaines.
De retour en France, il épouse Jacqueline Santi, veuve de son ami proche Jacques Santi, également résistant militaire, aviateur, décédé en 1951 dans un crash d'avion au Cameroun,. Jacques Weil adopte ses quatre enfants.
Il devient en 1953, directeur et administrateur de la Compagnie Financière Edmond de Rothschild jusqu'en 1966, puis directeur financier des Éditions Robert Laffont jusqu'à sa retraite. Cavalier émérite, il revient également à ses premières passions en s'occupant de chevaux au haras de Chantilly.
Il s'installe à Saint-Éloi-de-Fourques dans l'Eure et préside à partir de 1978 l'association locale des Anciens Combattants.
Jacques Weil meurt dans son sommeil, à Bernay, le 11 avril 2003.

## Décorations
- Commandeur de la Légion d'honneur, par décret du 11 juillet 1997[36], officier du 14 décembre 1951, chevalier par décret du 17 mai 1945[23]
- Croix de guerre 1939–1945, avec palmes et citation à l'ordre du Corps d'Armée, suivant l'Ordre Général n° 75 du 14 novembre 1944
- Médaille de la Résistance française, par décret du 11 mars 1947[37], publié au JO du 27 mars 1947[38]
- Insigne des blessés militaires
- Médaille commémorative française de la guerre 1939–1945
- Médaille coloniale
- Commandeur de l'ordre du Nichan Iftikhar (Tunisie)
- Commandeur de l'ordre du Ouissam alaouite (Maroc)
- Bronze Star Medal (Etats-Unis)
- Presidential Unit Citation 2° D.B. (Etats-Unis)

## Jacques Weil dans les livres d'Histoire
- "L'oeil de la 7éme armée. Le GR 1/35 de septembre 1939 à juin 1940", par Franck Poiré, édition "Collection Histoire des Unités n°02". La participation du Cne Weil et ses actions au sein de cette unité sont évoquées à de nombreuses reprises[12].
- "Leclerc" par Jean-Christophe Notin: Cette biographie détaillée du général Leclerc évoque les officiers ayant servi sous son commandement, dont de nombreuses fois Jacques Weil [16].
- "Avec le Général Leclerc", par Patrick de Gmeline, Paris, édition du Triomphe, collection « Le vent de l'Histoire », voir pages 27 et 32[18].
- "Le Général Leclerc et la 2e DB 1944-1945", par Dominique Forget, édition Heimdal, 2008, donne une magnifique photo en double page (198-199) du Général entouré de son État-Major dont Jacques Weil[15].
- "L’épopée de Leclerc et ses hommes, de Koufra à Berchtesgaden", par Dominique Forget, édition du Signe, 2011, où la célèbre photo est reprise p30[39].
- "Ecrits de combats", Philippe Leclerc de Hautecloque, édition Sorbonne Université, 2023, où les actions de Jacques Weil sont citées de nombreuses fois[40].
- "Avec Leclerc en Indochine et en Afrique du Nord", par Guy de Valence de Minardière, édition du Sagittaire, 2008, voir p12 [41].
- "Leclerc et l'Indochine : 1945-1947, quand se noua le destin d'un empire", Albin Michel, 1er janvier 1992[30].
- "Leclerc, Maréchal de France", par le Général Jean Compagnon, Flammarion, 1989, où Jacques Weil est également cité de nombreuses fois[42].

## Extraits
- Leclerc, par Jean-Christophe Notin:  extrait p 338 :
  - "Il envoie ainsi auprès de Bradley le commandant Weil, qui parle parfaitement l'anglais et s'est imposé comme l'un de ses plus proches conseillers, pour tenter une nouvelle fois de faire revenir l'Américain sur la décision de transférer la 2° DB au 5° corps. En vain. Ne sachant rien des projets de son chef, Weil se permet de suggérer à Bradley de réserver la libération de la capitale aux Francais. Mais quand il en fait rapport à son retour, Leclerc le rabroue : Alors, Weil, vous voulez défiler ? Vous ne voulez plus vous battre ! Dans un état de tension extrême, le général n'accepte pas qu'un de ses subordonnés ait pu évoquer une operation si decisive sans lui en avoir demandé l'autorisation."
- Leclerc, par Jean-Christophe Notin: extrait  p. 352-353
  - " Sur une modeste table déposée entre quais et guichets, le général allemand signe ensuite une quinzaine d'ordres destinés aux troupes qui ne se sont pas encore rendues. Pendant ce temps, Kriegel-Valrimont et Rol-Tanguy reviennent à la charge de Chaban pour que le nom du second figure sur l'acte de reddition. Leclerc veut en discuter avec Rol et demande au commandant Weil de s'occuper de von Choltitz qui patiente en bout de quai:
  - Vous qui parlez allemand, emmenez donc le général se promener !
  - Les deux s'en vont discuter fort civilement sous la verrière suffocante de la gare. Le général allemand prédit la victoire alliée, mais pour après l'hiver. Puis il sort un drageoir de sa poche et réclame de l'eau: va-t-il se suicider au cyanure ? Après une hésitation, Weil accède à sa requète : il ignore les problèmes cardiaques du prisonnier.
  - Je peux vous donner un  conseil, en termine von Choltitz. Quand vous serez en Allemagne, au contact des Russes, ne vous arrêtez pas, marchez jusqu'à Moscou !"

## Citations Militaires
A L'ORDRE DU CORPS D'ARMEE -  Ordre Général N° 56 du 08/06/40 du Général commandant la zone d'opérations aériennes du Nord (homologué J.O. du 31/05/41)
"Officier observateur de grande valeur, a effectué avec beaucoup de sang-froid plusieurs reconnaissances périlleuses au-dessus des lignes ennemies le 10 Mai 1940. Portant son avion à très basse altitude, par des mitraillages à terre et une mission de nuit particulièrement difficile, a rapporté des renseignements d'une importance capitale."
A L'ORDRE DE L'ARMEE - Ordre N° 65 du 23/06/40 du Général Commandant en Chef des F.A. (homologué J.O. du 31/05/41)
"Officier observateur de tout premier ordre. Au cours des batailles aériennes des journées des 10 et en particulier les 11,12 et 13 Mai, a fait preuve d'un courage exceptionnel en pénétrant profondément à l'intérieur des lignes ennemies pour y effectuer plusieurs missions de reconnaissance particulièrement délicates et rapporter des renseignements extrêmement précieux."
A L'ORDRE DU CORPS D'ARMEE -  (homologué J.O. du 20/11/44)

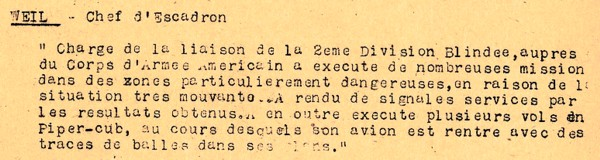
Mention pour la Croix de Guerre attribuée à Jacques Weil

Chargé de la liaison de la 2ème Division Blindée auprès du 3ème Corps d’Armée Américain, a exécuté de nombreuses missions dans des zones particulièrement dangereuses, en raison de la situation très mouvante. A rendu de signalés services par les résultats obtenus.
A en outre, exécuté plusieurs vols en piper-cub, au cours desquels son avion est rentré avec des traces de balles dans ses plans."
A L'ORDRE DE L'ARMEE - (homologué J.O. du 11/03/1945)
Chef d'escadron au N° Groupe d'Artillerie Nord-africaine. Commandant de Groupe plein d'allant. Poussant spontanément en permanance ces feux en avant, a pris une part importante au succès du passage des Vosges et à la traversée de la plaine d'Alsace.
Le 23 Novembre, a demandé à se porter avec son groupe en renfort à un sous-groupement isolé dans STRASBOURG. A été blessé alors qu'il essayait de prendre contact avec le commandement du sous-groupement, A, par l'intervention rapide de ses feux, permis a ce détachement de conserver la tête de pont qu'il avait conquise sur le vieux RHIN"
A L'ORDRE DE L'ARMEE -  (homologué J.O. du 07/06/1945) - Décision N° 649
N° REGIMENT D'ARTILLERIE NORD AFRICAIN
Magnifique Groupe d'artillerie d'appui direct qui, sous les ordres du Chef d'Escadron Weil, a continué à contribuer de la manière la plus brillante au succès des opérations de la 2° Division Blindée au cours des campagnes de LORRAINE, des VOSGES et d'ALSACE.
Les 20 et 21 Novembre 1944, a appuyé au plus près la progression de deux Sous-Groupements du Groupement Tactique LANGLADE pendant la traversée des VOSGES, réduisant au silence, à VOYER, une batterie de 150 m/m et 3 chars ennemis, détruisant et dispersant des convois.
Est entré à STRASBOURG le 23 Novembre sur les traces du sous groupement ROUVILLOIS et en tête du Groupement Tactique LANGLADE.
A mis en batterie tout en combattant et a exécuté sans tarder des tirs meurtriers sur le pont de KEHL. A participé à tous les combats de la campagne d'ALSACE, appuyant successivement les groupements tactique de la Division et notamment à la contre-attaque du Groupe Tactique LANGLADE sur KILSTETT le 22 janvier 1945. A pris une part active à la fin de la campagne d'ALSACE, notamment les 6 , 7 et 9 février 1945, alors que le groupe Tactique LANGLADE était engagé entre le RHIN et le canal du RHONE au RHIN, l'a appuyé sans discontinuer dans des conditions difficiles, grace à ses qualités manoeuvrières, aveuglant de ses feux VIEUX-BRISACH et les observateurs allemands de la rive droite du RHIN, et détruisant un nombreux matériel". La présente citation comporte l'attribution de la CROIX DE GUERRE avec palme."
DECRET DU 17 mai 1945 PORTANT DECISION DANS L'ORDRE NATIONAL DE LA LEGION D'HONNEUR EN GRADE DE CHEVALIER
WEIL (Jacques), Chef d'Escadron, No groupe du No R.A.N.A.: Officier supérieur qui depuis le début de la guerre a fait preuve des plus belles qualités de cran, d'intelligence et de courage au feu. Observateur en avion pendant la campagne de 1940, s'est montré un chef d'escadrille énergiquement entraîné pour amener toujours avec grande précision tous les renseignements qu'il pouvait recueillir. Depuis le débarquement, n'a cessé de se signaler par son activité inlassable et par ses coups durs. A pris part à toutes les opérations menées pour le compte du 1er corps américain et a été l'adjoint américain à la division U.S. N'a cessé de travailler pour le commandement allié avec une ardeur infatigable et un mépris total du danger. A dirigé un groupe d'artillerie où son audace combative s'est particulièrement distinguée. Dans toutes les circonstances du combat, quelle que soit la situation ou l'heure il n'a jamais hésité à se porter au point critique. A été blessé grièvement au cours des dernières opérations en Alsace. Nommé Chevalier dans l'ordre national de la Légion d'Honneur pour son activité, son dévouement inlassable et a été blessé à STRASBOURG dans ces conditions."
DECRET DU 11 juillet 1997 PORTANT DECISION DANS L'ORDRE NATIONAL DE LA LEGION D'HONNEUR EN GRADE DE COMMANDEUR
Jacques WEIL, né le 31 juillet 1911 à Vesoul (Haute-Saône) et décédé le 11 avril 2003, a été nommé chevalier de la Légion d’honneur par décret du 17 mai 1945, publié au Journal Officiel du 24 juillet 1945, pris sur le rapport du ministre de la guerre, en qualité de chef d’escadron, N° groupe du N° R.A.N.A. : officier supérieur qui depuis le début de la guerre a fait preuve des plus belles qualités de cran, d’intelligence et de courage au feu. Observateur en avion pendant la campagne de 1940, s’est dépensé sans compter, malgré la supériorité aérienne ennemie pour ramener toujours avec grande précision tous les renseignements qu’il pouvait recueillir. Depuis le débarquement, s’est d’abord signalé comme officier de liaison auprès du XVème corps U.S.A., payant sans cesse de sa personne pour assurer le contact le plus étroit entre l’état-major américain et la division. Y fut d’un grand secours pour le succès des opérations. A pris depuis le mois de septembre le commandement d’un groupe d’artillerie où son ardeur combattive s’est confirmée avec éclat. Dans toutes les circonstances du combat, quelle que soit la rapidité d’évolution de la situation, a toujours réussi à placer ses tirs dans le minimum de temps, à la plus grande satisfaction des troupes appuyées. N’a pu obtenir ce résultat que grâce à une activité personnelle inlassable et à sa présence constante auprès des commandants d’éléments de tête. A été blessé à Strasbourg dans ces conditions.
Puis promu au grade d’officier de la Légion d’honneur par décret du 14 décembre 1951, publié au Journal Officiel du 16 décembre 1951, pris sur le rapport du ministre de la défense nationale, en qualité de lieutenant-colonel ; 20 ans de services, 5 campagnes. 1 an de majoration pour campagne. Blessé et cité. Titres exceptionnels.
Puis promu au grade de commandeur de la Légion d’honneur par décret du 11 juillet 1997, publié au Journal Officiel du 13 juillet 1997, pris sur le rapport du ministre de la défense au titre des anciens combattants, en qualité de président d’une association d’anciens combattants, pour prendre rang du 17 octobre 1997.

## Interview
- On retrouve le témoignage direct de Jacques Weil lors de l'émission "1er août-24 août 1944, la 2e DB marche sur Paris" sur France Culture[17]
- Il existe une interview filmée de Jacques Weil, datant de 1993, effectuée par Philippe Ragueneau, pour le musée Jean Moulin.